# Hrabstwo Scioto
Hrabstwo Scioto (ang. Scioto County) – hrabstwo w stanie Ohio w Stanach Zjednoczonych. Obszar całkowity hrabstwa obejmuje powierzchnię 616,07 mil2 (1 595,62 km²). Według danych z 2010 r. hrabstwo miało 79 499 mieszkańców. Hrabstwo powstało w 24 marca 1803 roku.

## Sąsiednie hrabstwa
- Hrabstwo Pike (północ)
- Hrabstwo Jackson (północny wschód)
- Hrabstwo Lawrence (wschód)
- Hrabstwo Greenup (Kentucky) (południe)
- Hrabstwo Lewis (Kentucky) (południowy zachód)
- Hrabstwo Adams (zachód)

## Miasta
- Portsmouth

## Wioski
- New Boston
- Otway
- Rarden
- South Webster

## CDP
- Clarktown
- Franklin Furnace
- Friendship
- Lucasville
- McDermott
- Minford
- Rosemount
- Sciotodale
- West Portsmouth
- Wheelersburg